# Mojo (Padang)
Mojo is een bestuurslaag in het regentschap Lumajang van de provincie Oost-Java, Indonesië. Mojo telt 3711 inwoners (volkstelling 2010).